# Redheads Preferred
Pour plus de détails, voir Fiche technique et Distribution.
Redheads Preferred est un film muet américain réalisé par Alan Dale, sorti en 1926.

## Synopsis
John Morgan, un mari modèle, afin de promouvoir un contrat d'affaires avec Henry Carter, boit beaucoup et va à une soirée avec une rousse, espérant cacher l'escapade à sa femme, Angela. Grâce à une connaissance de Mme Williams, une amie d'Henry, Angela apprend les plans de son mari et, en mettant une perruque rousse, elle l'accompagne au bal. L'arrivée de la femme jalouse de Carter entraîne de nombreuses complications amusantes. Quand Angela apprend le but de sa tromperie, elle gère les affaires de sorte que Morgan réussisse à obtenir le contrat mais garde son identité secrète.

## Fiche technique
- Titre original : Redheads Preferred
- Réalisation : Alan Dale
- Scénario : Douglas Bronston
- Direction artistique : Edwin B. Willis
- Photographie : Milton Moore, Joseph A. Dubray
- Montage : Malcolm Knight
- Société de production : Tiffany Productions
- Société de distribution : Tiffany Productions
- Pays d'origine :  États-Unis
- Langue originale : anglais
- Format : Noir et blanc  — 35 mm — 1,33:1 — Film muet
- Genre : Comédie
- Durée : 6 bobines
- Dates de sortie : États-Unis : 1er décembre 1926

## Distribution
- Raymond Hitchcock : Henry Carter
- Marjorie Daw : Angela Morgan
- Theodore von Eltz : John Morgan
- Cissy FitzGerald : Mme Carter
- Vivien Oakland :	Mme Williams